# Clach-na-Cruich
 Die Felsritzungen auf dem Clach-na-Cruich (auch Stone of the Measles oder St Ciarans Seat genannt) liegen in Perthshire in Schottland.
Auf einem Feld westlich von Fearnan liegt ein 1,5 m langer, 0,8 m breiter und 1,0 m hoher, sesselartig geformter Felsbrocken mit einem großen Schälchen auf der Sitzfläche. Auf seiner Oberfläche und an den Seiten sind weitere Schälchen. Reverend Hugh MacMillan (1833–1903) notierte 1884 sieben, von denen aber einige ausgewittert erscheinen. Zwei waren eine Art Cup-and-Ring-Markierungen, die jedoch nur von Halbringen umgeben waren, die einmalig sind und wie Augen mit -brauen aussehen. Auf der einen Seite befindet sich eine tiefe quadratische Vertiefung, die etwa zwei Liter Wasser aufnehmen kann und künstlich ist. Der Stein aus grobem Tonschiefer wurde aus beträchtlicher Entfernung an den Ort gebracht.
Der Sitz des großen Steines füllt sich ständig mit Regenwasser, das laut William A. Gillies als wirksames Mittel gegen Masern angesehen wurde, und es gibt noch Menschen in Fearnan, die als Kinder in das Wasser des Masernstein gesetzt wurden. 

## Folklore
In lokalen Legenden als alter Initiationssitz angesehen, wurde der Stein, als die Iroschottische Kirche Einfluss gewann, als Sitz des Heiligen Ciaran übernommen.